# Sephora
Sephora mit Sitz in Paris ist eine französische Kosmetikkette.

## Hintergrund
Sephora wurde 1969 gegründet. Mit rund 300 Marken im Angebot, neben der Hausmarke, bietet Sephora Schönheitsprodukte wie Makeup, Hautpflege, Parfüm, Nagellack und Haarpflege. Sephora gehört seit 1997 zum Luxuskonglomerat LVMH. Das Sephora-Logo ist eine weiße S-förmige Flamme vor schwarzem Hintergrund. Der Name leitet sich ab von der griechischen Schreibweise von Zipporah (griechisch Σεπφώρα Sepphōra), der ersten Ehefrau Moses.

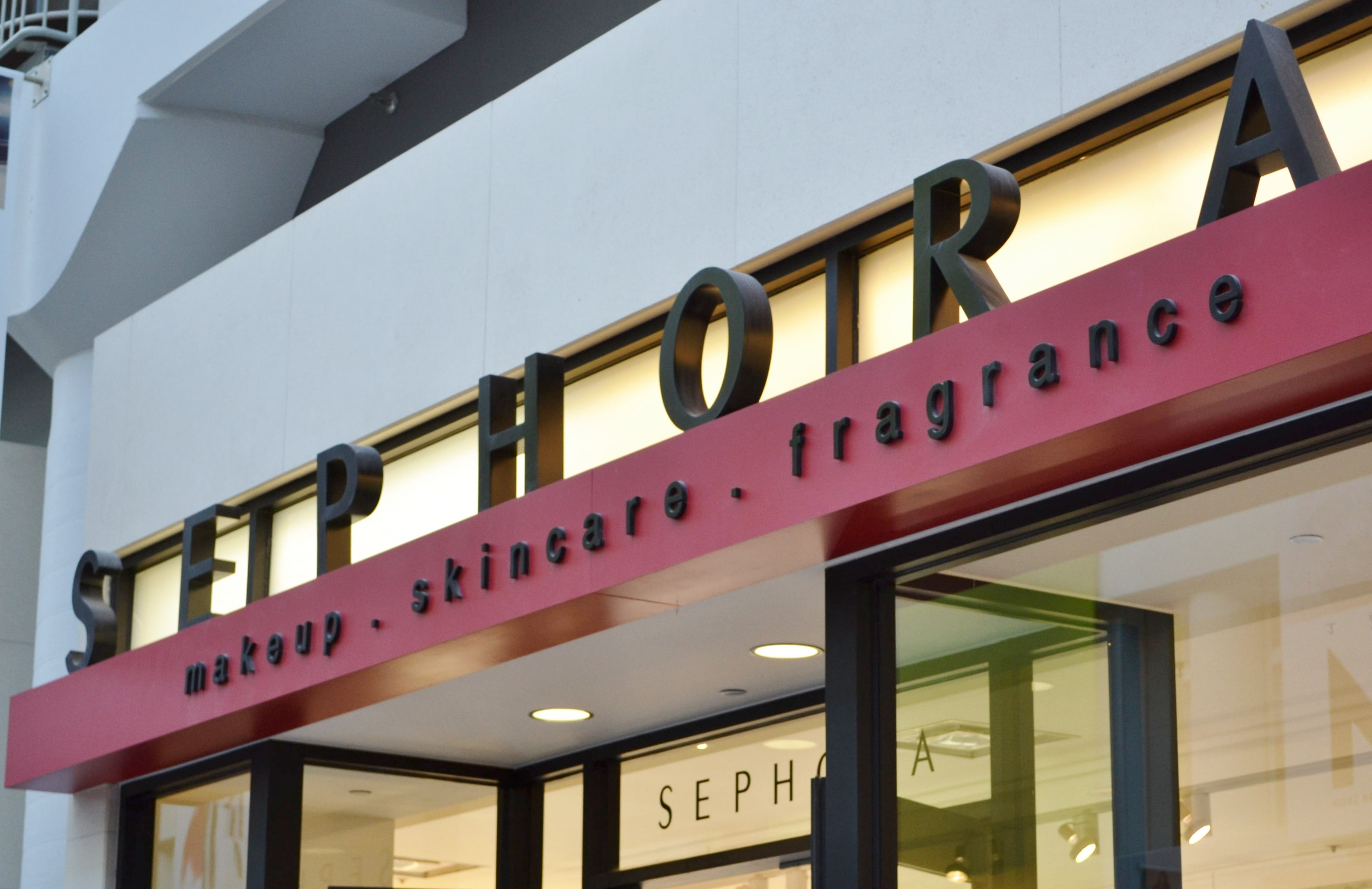
Sephora, Toronto Eaton Centre, Toronto, Ontario, Kanada

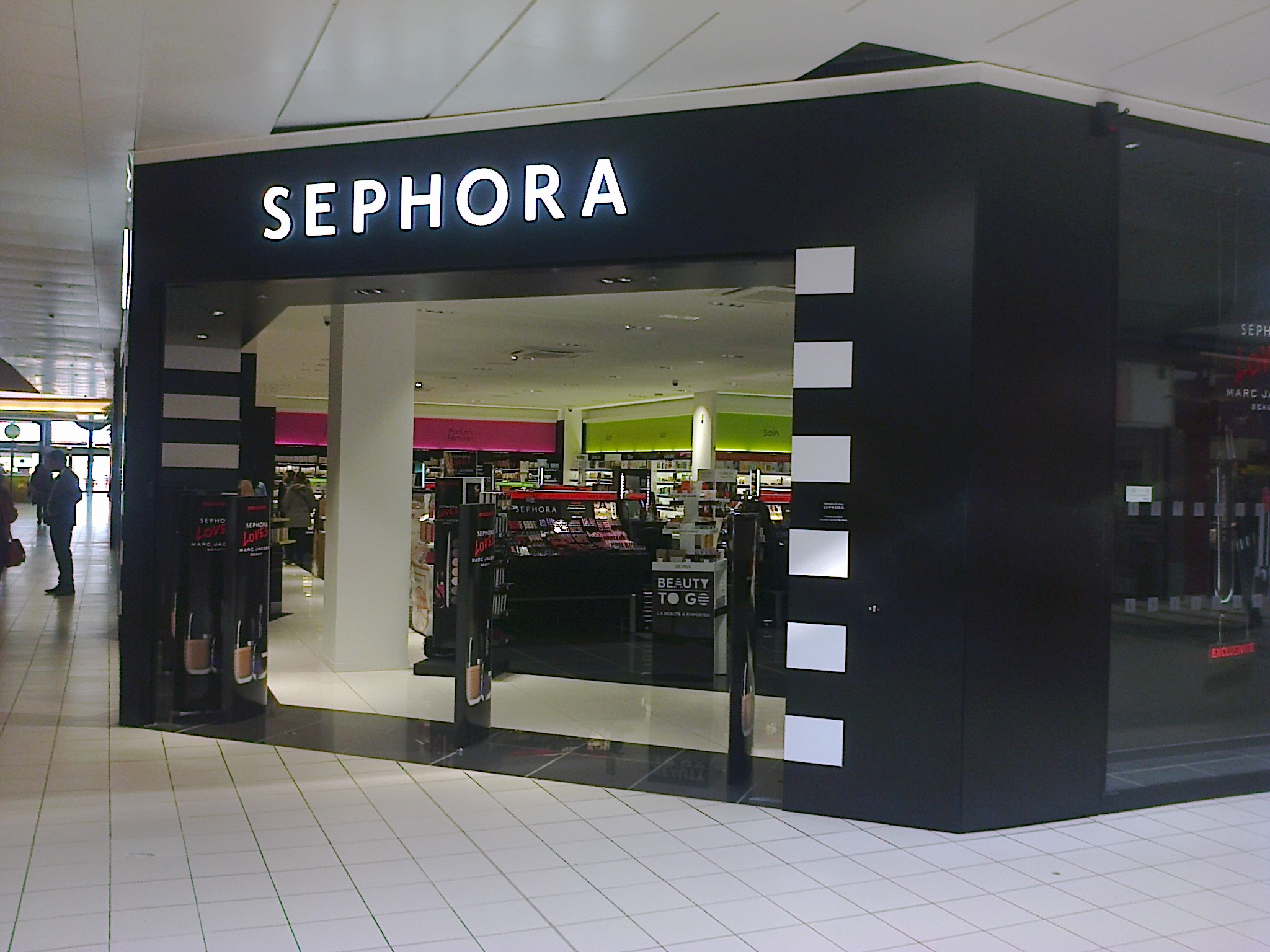
Sephora-Filiale, in Plaisir bei Paris

Sephora betreibt mehr als 3000 Läden in 36 Ländern weltweit (Stand 2023). Der Umsatz 2013 wurde auf $4 Mrd. geschätzt.
Am 11. Juli 2022 gab Sephora bekannt, dass aufgrund des Russischen Überfalls auf die Ukraine 2022 sämtliche Anteile an seiner russischen Tochtergesellschaft mit 88 Filialen und 1200 Mitarbeitern an den lokalen Geschäftsführer verkauft wurden.
2023 verließ Sephora Südkorea nach anhaltenden Verlusten, dafür eröffnete die Firma nach 18 Jahren Abwesenheit wieder Filialen in Großbritannien.

## Sephora in Deutschland
Im Jahr 2017 gab Sephora bekannt, Niederlassungen in zahlreichen deutschen Städten zu eröffnen, wobei die Beauty-Kette zunächst keine eigenständigen Filialen führte, sondern Teil des Kaufhauses Galeria Kaufhof wurde (sogenannte Sephora Corner). Der erste Sephora Corner in den Galeria-Kaufhof-Filialen eröffnete in München, gefolgt vom Rhein-Main-Gebiet im Main-Taunus-Zentrum in der Nähe von Frankfurt am Main. Im November 2018 eröffnete Sephora dann den ersten selbst betriebenen Flagship-Store in Frankfurt am Main auf der Zeil.
Seit Juli 2019 gibt es einen Sephora-Store in Köln und seit März 2025 einen in Dresden, der dabei einen Sephora Corner ersetzte.